# Sulbiate Superiore
Sulbiate Superiore è la sezione di maggior altitudine e più settentrionale dell'abitato di Sulbiate, contrapponendosi a Sulbiate Inferiore dalla quale era amministrativamente separato fino al 1869.

## I due Sulbiate
Nel periodo tardorinascimentale, dopo la caduta del Ducato di Milano nelle mani della Spagna, il tessuto amministrativo locale della Lombardia si evolse verso un'estrema parcellizzazione, andando oltre la sostanziale coincidenza fra parrocchia e comune per approdare all'attribuzione della potestà comunale quasi ad ogni centro abitato. Fu così che la località di Sulbiate, formata da due scindibili insediamenti seppur estremamente ravvicinati ed uniti da una brevissima strada, sviluppò due diverse amministrazioni comunali, uno per l'agglomerato di case di altimetria superiore, ed uno per il più basso. Tale situazione non turbava certo le autorità iberiche, disinteressate alle vicende locali e la cui unica preoccupazione era la regolare riscossione fiscale.
Il primo a valutare tale assetto come antieconomico ed irrazionale fu il governo di Napoleone che, nella sua ideologica battaglia contro le tradizioni divenute anacronistiche, nel 1809 fuse i due comuni a quello di Aicurzio. Il ritorno degli austriaci, a loro volta animati da un'ideologia reazionaria, comportò il cieco annullamento di tutti gli atti riformatori dei francesi, e i due Sulbiate tornarono ad una vita separata. Nel corso dell'Ottocento i residenti di Sulbiate Superiore passarono dai 323 del 1805 ai 427 del 1853 e ai 496 del 1861.
Fu il nuovo governo italiano a riprendere in mano il tema della razionalizzazione amministrativa dell'abitato, unitosi urbanisticamente quasi in un unico centro, e nel 1869 deliberò la fusione dei due abitati a Bernareggio. Fu nel 1909 che sorse finalmente il comune attuale, quando Sulbiate si rese autonoma in un proprio unico municipio.